# منظار المستقيم
تنظير المستقيم أو البروكتوسكوبي،. هو إجراء طبي شائع يُستخدم فيه أداة تُسمى البروكتوسكوب (وتعرف أيضاً بالريكتوسكوب، على الرغم من أن الأخير قد يكون أطول قليلاً) لفحص تجويف الشرج، المستقيم، أو القولون السيني. البروكتوسكوب هو أنبوب معدني قصير، مستقيم، صلب ومجوف، وعادة ما يحتوي على مصباح صغير مثبت في نهايته. يبلغ طوله حوالي 15 سم (5 إنشات)، في حين يبلغ طول الريكتوسكوب حوالي 25 سم (10 إنشات).
أثناء تنظير المستقيم، يُدهن البروكتوسكوب بمادة مرطبة ثم يُدخل في المستقيم، ثم يُزال المُسدَّد (obturator) ليتيح رؤية واضحة لداخل تجويف المستقيم. يُجرى هذا الإجراء عادةً لفحص وجود البواسير أو السلائل الشرجية، وقد يسبب بعض الانزعاج الخفيف عند إدخال البروكتوسكوب إلى عمق المستقيم. تسمح البروكتوسكوبات الحديثة ذات الألياف البصرية بمراقبة أوسع وبألم أقل.

## الخصائص

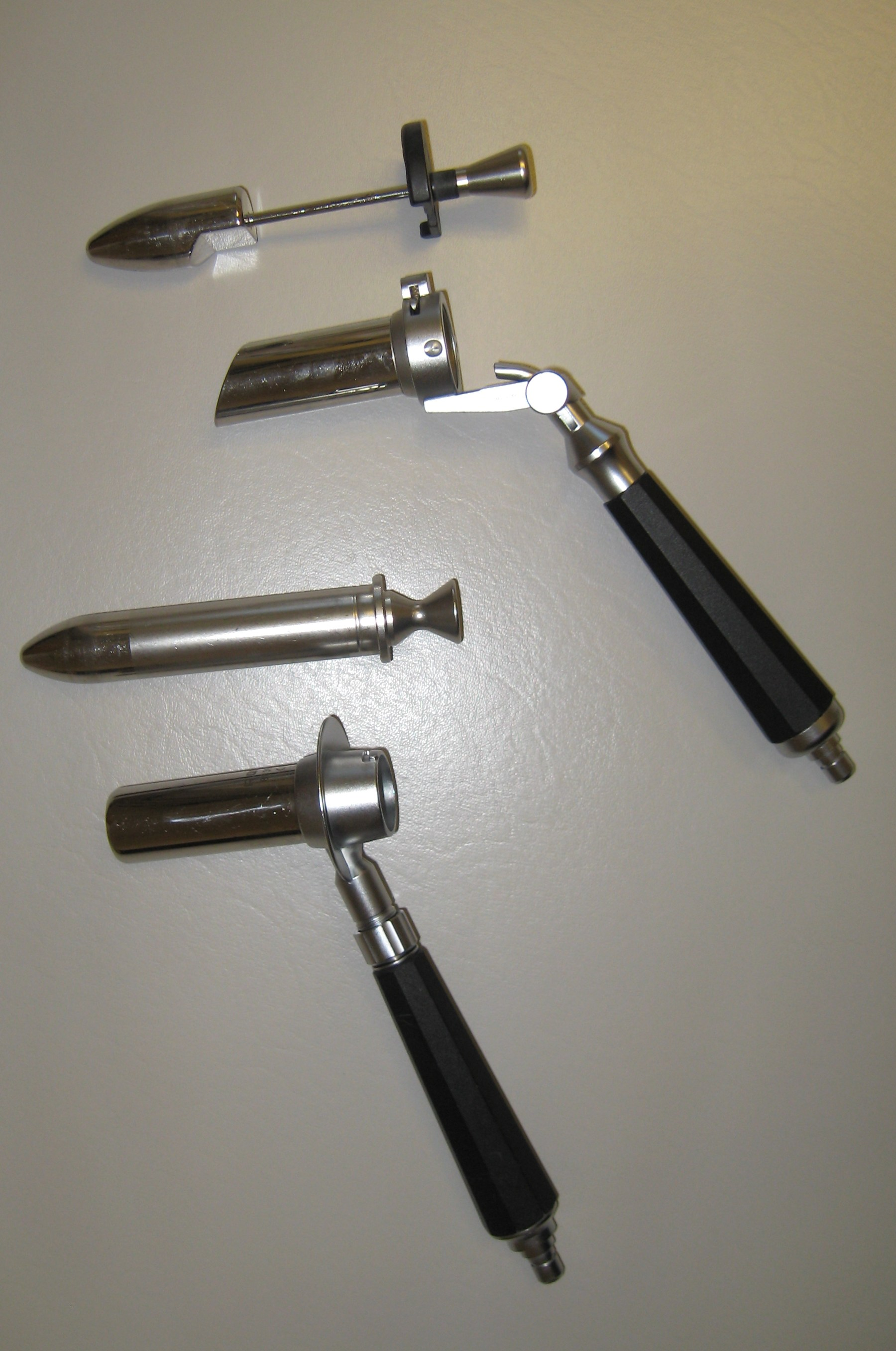
منظار المستقيم

البروكتوسكوب هو أداة تشبه الأنبوب المجوف تُستخدم لفحص المستقيم بصريًا. تتوفر البروكتوسكوبات بنوعيها: القابلة للتخلص منها وغير القابلة للتخلص منها. من بين هذه الأدوات، يُعتبر مِقْبَض كيلي المستقيمي غير القابل للتخلص منه، المُسمى باسم طبيب النساء الأمريكي هوارد أتوود كيلي، هو الأكثر استخدامًا في فحوصات تنظير المستقيم. بعض البروكتوسكوبات مزودة بمصدر ضوء لتحسين الرؤية. يتم إدخال البروكتوسكوب في القناة الشرجية مع وجود المريض في وضعية سيمز [الإنجليزية] (وضعية جانبية).

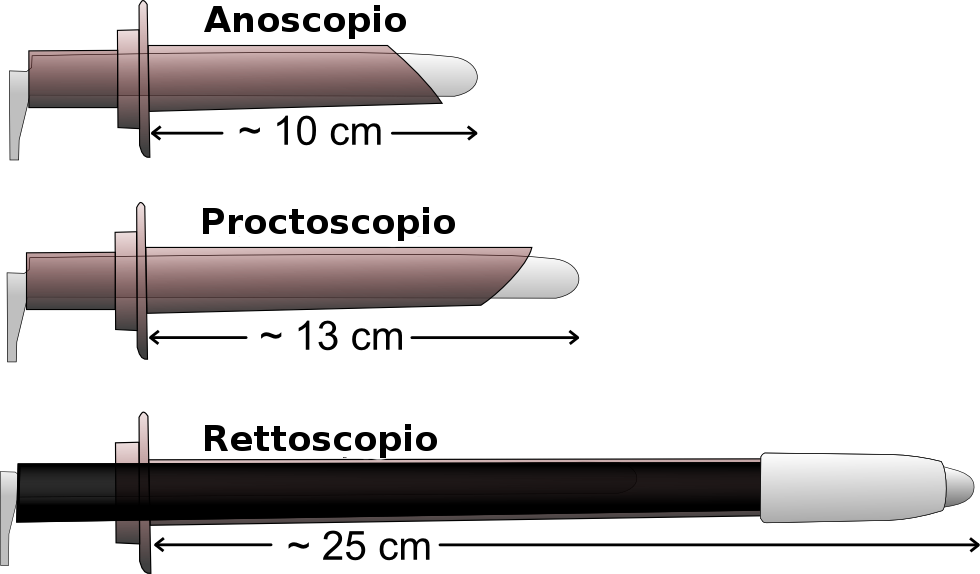
منظار الشرج ومنظار المستقيم ومنظار المستقيم، بأطوال تقريبية. المصدر: كتالوج جيما الدولي

تتوفر الآن بروكتوسكوبات بالألياف البصرية تسبب انزعاجًا أقل للمريض. يُستخدم البروكتوسكوب في تشخيص البواسير، وسرطان القناة الشرجية أو المستقيم، والسلائل الشرجية. كما يُستخدم علاجيًا في إزالة السلائل وأخذ خزعات من المستقيم.
هناك أيضًا بروكتوسكوبات قابلة للتخلص منها بدون ضوء. يحتوي البروكتوسكوب على قناة مجوفة يمكن من خلالها إدخال أدوات أخرى، مثل أداة لأخذ خزعة من نسيج صغير للفحص المجهري. كما يمكن ضخ الهواء عبر البروكتوسكوب لتسهيل الرؤية. تُستخدم أدوات مشابهة مثل السيجمويدوسكوب والكلونوسكوب لفحص أجزاء أعمق من الأمعاء.